# Fulvio Abbate
Fulvio Abbate (Palermo, 20 dicembre 1956) è uno scrittore italiano.

## Biografia
Si è laureato in filosofia con Armando Plebe all'Università degli Studi di Palermo, nel 1981, presentando una tesi su Louis-Ferdinand Céline e l'apocalisse.
Il suo romanzo d'esordio risale al 1990, anno in cui pubblica Zero Maggio a Palermo, ricostruendo l'esperienza comunista vissuta da giovanissimo nel capoluogo siciliano. L'opera prima – edita da Theoria e ripubblicata nel 2017 da La nave di Teseo – viene accolta dalla critica come esempio di stile lirico e visionario. Fa seguito un'ampia produzione che spazia tra narrativa civile, saggistica, reportage e pamphlet, come nel caso di Sul conformismo di sinistra, testo che segna il distacco dalla sinistra ufficiale; una posizione ribadita in modo ancor più radicale in occasione dell'aggressione russa all'Ucraina con un articolo, "Mi vergogno d'essere stato comunista", apparso su Huffpost il 4 marzo 2022.  Dopo una formazione di segno neo-avanguardistico, Abbate si concede poi alla narrazione eroicomica, fino a "riscrivere" con La peste bis (Bompiani 1997) il capolavoro di Albert Camus. Lo stesso romanzo vedrà infine un'ulteriore radicale riscrittura ventiquattro anni dopo la sua prima uscita con il titolo La peste nuova (La nave di Teseo, 2020). Si orienta poi verso la narrazione autobiografica in modo sempre più netto, una soluzione letteraria in grado di custodire sia il fantastico sia il reale. Tra i temi narrativi a lui cari, il racconto letterario della città di Palermo, la memoria della guerra civile spagnola del 1936-1939 vista dalla prospettiva anarchica, la vicenda culturale e politica di Pier Paolo Pasolini, la città di Roma come luogo d'indagine e di scavo antropologico, lo studio delle dinamiche e delle occorrenze sentimentali, affettive e amorose, la riflessione decisamente filosofica sul tema della salvezza e il paradosso della "speranza", la riflessione sull'idea di un socialismo libertario che accolga l'idea di individualità, come si evidenzia nel pamphlet scritto con Bobo Craxi, "Gauche caviar", e con "Lo Stemma" ha riflettuto narrativamente sui luoghi comuni legati alla Sicilia dei Gattopardi.
Nel corso degli anni, all'attività letteraria Abbate ha affiancato numerose esperienze in ambito giornalistico. Dal 1979 al 1983, durante la direzione di Nicola Cattedra, ha fatto parte della redazione del quotidiano palermitano L'Ora. Dal 1992 al 2008 è poi stato opinionista de l'Unità. Sempre come opinionista ha scritto su Reporter, Rinascita, La Stampa, Tuttolibri, Il Mattino, Il Messaggero, Il Riformista, Sette, Il Foglio, La Lettura, Gli Altri, Il Fatto Quotidiano, Il Garantista, Linus, Il Dubbio, Linkiesta, Corriere dello Sport - Stadio.
Dal 1994 al 1998 ha condotto su ItaliaRadio Avanti popolo, talk-show da lui stesso ideato. Nel 1998 ha poi dato vita a Teledurruti, "televisione monolocale" ospitata fino al 2003 dall'emittente romana TeleAmbiente, e nel 2007 diventata un canale YouTube.  All'esperienza di Teledurruti si affiancano diverse apparizioni televisive.
Come critico d'arte contemporanea si è occupato di avanguardie e di classici, scrivendo, tra l'altro, sull'opera di Mario Schifano, Yves Klein, Joseph Beuys, Ettore Sordini, Alighiero Boetti, Piero Manzoni, Milan Kunc. Nel 1991 ha inoltre curato una mostra di tavole originali del vignettista Jacovitti, primo riconoscimento ricevuto in una galleria d'arte dal geniale fumettista italiano. 
Per il teatro è autore di A las barricadas, tragicommedia commissionatagli dalla Fondazione Orestiadi di Ludovico Corrao, andata in scena a Gibellina nell'agosto del 1999. Ha inoltre scritto e portato in scena Il teatro degli oggetti, monologo presentato per la prima volta nell'ambito del Teatro Festival Parma nel 2004.  
Dal 2010 al 2012 è stato ospite fisso, insieme all'ex tennista Adriano Panatta, della trasmissione televisiva di LA7 (ah)iPiroso condotta da Antonello Piroso.
Nell'agosto 2010 ha fondato il movimento "Situazionismo e Libertà", con un simbolo appositamente disegnato da Wolinski, accompagnato da slogan come «Aboliamo il lavoro», «Abbasso la realtà», «Per l'irrilevanza», un'esperienza che si è conclusa nell'ottobre 2019.  Il 5 giugno 2020 ha dato vita ad "Avanguardia Narcisista", movimento di resistenza individuale, il cui simbolo mostra nuovamente un disegno inedito di Wolinski.
L'8 settembre 2012, a Parigi, per conto del Collège de Pataphysique, Fernando Arrabal lo ha nominato Commandeur Exquis de L'Ordre de la Grande Gidouille.  Tra gli altri riconoscimenti ricevuti: il Premio Le Ceneri dall'Associazione Moana Pozzi (25 dicembre 2008), il 41º Premio Satira Politica Forte dei Marmi per l'informazione sul web (settembre 2013) e il 44º Premio simpatia (assegnatogli in Campidoglio nel maggio 2014), il Magna Grecia Awards (a Castellaneta, in Puglia, nell'agosto 2020), nel novembre 2023, a Bari, vince la XIIª Edizione del Premio letterario "Porta d'Oriente" con il romanzo “Lo Stemma”.
Collabora attualmente come editorialista con l'Unità e ancora con i quotidiani online Huffington Post, Mowmag e Dagospia.
Da settembre 2020 prende parte come concorrente alla quinta edizione del Grande Fratello VIP, condotta da Alfonso Signorini, primo reality a cui lo scrittore partecipa.
Nel 2022, con lo slogan "Contro ogni ambizione", Fulvio Abbate lancia la propria candidatura al Quirinale, nell'occasione Drupi compone il brano omonimo  per accompagnare l'avventura intrapresa da Abbate per la Presidenza della Repubblica, al termine della quale otterrà alcuni voti. 
Nel gennaio del 2024 il vocabolo "amichettismo", neologismo coniato dallo stesso Abbate nonché titolo di un suo pamphlet pubblicato nell'anno precedente, viene inserito nel dizionario Treccani.  
Oltre al canale YouTube Teledurruti ha diffuso contenuti video con stile e genere del tutto assimilabili a quelli di Teledurruti sul canale Pack, attualmente inattivo. 

## Opere
- Zero maggio a Palermo, Theoria, 1990.
- Oggi è un secolo, Theoria, 1992.
- Capo d'Orlando. Un sogno fatto in Sicilia, Theoria, 1993.
- Dopo l'estate, Bompiani, 1995.
- La peste bis, Bompiani, 1997.
- Il rosa e il nero. Palermo trent'anni dopo Mauro De Mauro, Editrice Zona, 2001.
- Teledurruti, Baldini & Castoldi, 2002.
- Il ministro anarchico, Baldini Castoldi Dalai, 2004, postfazione di Fernando Arrabal.
- C'era una volta Pier Paolo Pasolini, edizioni de l'Unità, 2005.
- Sul conformismo di sinistra, Gaffi, 2005.
- Reality, Cooper, 2006.
- Roma. Guida non conformista alla città, Cooper, 2007.
- Quando è la rivoluzione, Baldini Castoldi Dalai, 2008.
- La Rivoluzione è una suora che si spoglia, Bfs Edizioni, 2009.
- Manuale italiano di sopravvivenza. Come fare una televisione monolocale e vivere felici in un paese perduto, Cooper, 2010.
- Fernando Pessoa, Il banchiere anarchico, introduzione di Fulvio Abbate, Nova Delphi Libri, Roma 2010.
- Pier Paolo Pasolini raccontato ai ragazzi, Dalai editore, 2011.
- Le avventure di Super Trappi (illustrazioni di Carla Abbate), :duepunti edizioni, 2011.
- Intanto anche dicembre è passato, Baldini & Castoldi, 2013.
- Pasolini raccontato a tutti, Baldini & Castoldi, 2014.
- Roma. Vista controvento, Bompiani, 2015.
- LOve. Discorso generale sull'amore, La nave di Teseo, 2018.
- I promessi sposini, (con le illustrazioni di Carla Abbate) La nave di Teseo, 2019.
- La peste nuova, La nave di Teseo, 2020.
- Quando c'era Pasolini, Baldini+Castoldi, 2022.
- Gauche caviar, come salvare il socialismo con l'ironia (con Bobo Craxi), Baldini+Castoldi, 2022.
- Lo Stemma, La nave di Teseo, 2023.
- L'amichettismo, Pdfinprop Edizioni, 2023.
- La mediocrità illustrata ai cocker spaniel, Capitano Sicuro editore, 2025.
- I misteri di Monti Parioli (con Bobo Craxi), Capitano Sicuro editore, 2025.